# Yên Thao
Yên Thao (24 tháng 12 năm 1927 – 16 tháng 1 năm 2024) là một nhà thơ, nhà báo người Việt Nam. Ông được biết từ thời Chiến tranh Đông Dương, với nhiều bài thơ mang chất lãng mạn chiến tranh, nổi bật nhất là bài Nhà tôi, được nhạc sĩ Anh Bằng phổ nhạc với tên "Chuyện giàn thiên lý". Ngoài ra, ông còn có các bút danh khác như Nguyễn Bảo, Cử Yên, Lang Bang, Thái Dương

## Thân thế sự nghiệp
Ông tên thật là Nguyễn Bảo Thịnh, sinh ngày 21 tháng 1 năm 1927, quê Đông Ngạc, huyện Từ Liêm, Hà Nội. Sau khi người Pháp tái xâm lược Đông Dương năm 1946, ông tham gia Kháng chiến chống Pháp, chiến đấu trong quân đội. Thời gian này ông sáng tác nhiều bài thơ lãng mạn chiến tranh được nhiều người biết đến, nổi danh cùng với một số nhà thơ trẻ cùng thời như Quang Dũng, Tất Vinh, Hồng Nguyên...

## Tác phẩm
- Giọt lệ màu nâu (1927)
- Nhà tôi

### Về bài thơ "Nhà tôi"
Năm 1949, ông công tác văn nghệ quân đội tại Liên khu 3. Một lần theo một đơn vị đánh vào một đồn binh Pháp đồn trú cạnh sông ở một làng đồi, trong lúc chờ đợi giờ nổ súng, ông trò chuyện với anh em và được biết ở đơn vị này có một chiến sĩ quê ở ngay làng đồi đó. Phía bên ấy đang còn mẹ và vợ. Anh lấy vợ được chừng tháng thì chiến tranh bùng nổ. Chàng trai lên đường đi kháng chiến, chia tay người vợ trẻ. Trong câu chuyện, mấy lần cậu ta nhắc tới giàn thiên lý của nhà mình. Ông rất thích câu chuyện và viết nên bài thơ "Nhà tôi". Có lẽ người viết đã hoà nhập được với người kể nên bài thơ được đông đảo anh em lính thuộc và nhanh chóng được phổ biến cả vào các chiến trường Nam Bộ. Không chỉ lính xuất thân từ nông thôn, cả những lính thành phố cũng tìm thấy thấp thoáng trong bài thơ những nét hợp với mình. Ở đây xin nói thêm, có nhiều văn bản ghi nhầm câu "Nhà tôi ở cuối thôn đồi" thành "Nhà tôi ở cuối thôn Đoài". Điều này không đúng với nguyên gốc bài thơ.
Bài thơ đã được nhạc sĩ Anh Bằng phổ nhạc, dưới tiêu đề "Chuyện giàn thiên lý" và "Chuyện giàn thiên lý 2". Tuy nhiên, bài hát "Chuyện giàn thiên lý" được nhiều người yêu thích hơn. Bài hát đã được nhiều ca sĩ như Mạnh Đình, Trường Vũ, Như Quỳnh, Duy Khánh... thể hiện và khá phổ biến ở cả trong nước và các kiều bào ở nước ngoài.

## Qua đời
Ông qua đời lúc 02h43 ngày 16 tháng 1 năm 2024 tại Hà Nội, hưởng thọ 98 tuổi.

## Gia đình
Vợ ông là bà Đỗ Thị Phú, sinh 17 tháng 1 năm 1929, quê Đại Gia, huyện Phú Xuyên, tỉnh Hà Tây. Hai người gặp nhau trong kháng chiến chống Pháp, cưới nhau ở Phú Thọ tháng 11 năm 1953. Hai ông bà đều là học sinh thoát ly gia đình đi kháng chiến.